# The Equinox
The Equinox è il terzo album del duo hip hop statunitense Organized Konfusion, pubblicato il 23 settembre 1997 e distribuito da Priority e Virgin.
| Recensione | Giudizio |
| ---------- | -------- |
| AllMusic   | [ 1 ]    |

## Tracce
Testi di Joseph Kirkland (traccia 5), J. Watson (traccia 6), Rodney LeMay (traccia 8), T. Hogan (tracce 10 e 16), Anthony Best (traccia 13), Andre Young (traccia 20), Calvin Broadus (traccia 20), Dana Stinson (traccia 20), Lawrence Baskerville (tracce 1-15, 17-21) e Troy Jamerson (tracce 1-13, 15-21). Musiche di Diamond D (traccia 5), Rasheed (traccia 6), Showbiz (traccia 8), Casper (tracce 10 e 16), Buckwild (tracce 11 e 13), Rockwilder (traccia 19) e Organized Konfusion. Scratches di Kid Nyce (traccia 10) e DJ Total Eclipse (traccia 14).
1. Interior Assassin's Car 3:35 A.M. (Skit) – 1:03
2. They Don't Want It! – 1:24
3. March 21 3:45 A.M. (Skit) – 0:56
4. 9xs Out of 10 – 1:48
5. Questions (featuring Apani) – 4:40
6. Soundman (featuring Sonia French) – 5:09
7. Move – 3:23
8. Confrontations – 3:53
9. Life & Malice Exterior Club Nite (Skit) – 0:34
10. Numbers – 4:13
11. Shugah Shorty (featuring Hurricane G) – 5:14
12. Interior Car Nite (Skit) – 0:40
13. Invetro – 4:31
14. Chuck Cheese (featuring Rude One) – 3:12
15. Interior Marisol's Apartment (Skit) – 0:57
16. Sin – 3:17
17. Hate (featuring Mike) – 3:18
18. March 21-3:47 A.M. (Skit) – 0:51
19. Somehow, Someway – 8:37
20. Epilogue – 1:14
21. United As One – 3:22

Durata totale: 62:16

## Classifiche

### Classifiche settimanali
| Classifica (1997)         | Posizione massima |
| ------------------------- | ----------------- |
| Stati Uniti               | 141               |
| US Heatseekers Albums     | 4                 |
| US Top R&B/Hip-Hop Albums | 29                |